# هبوب

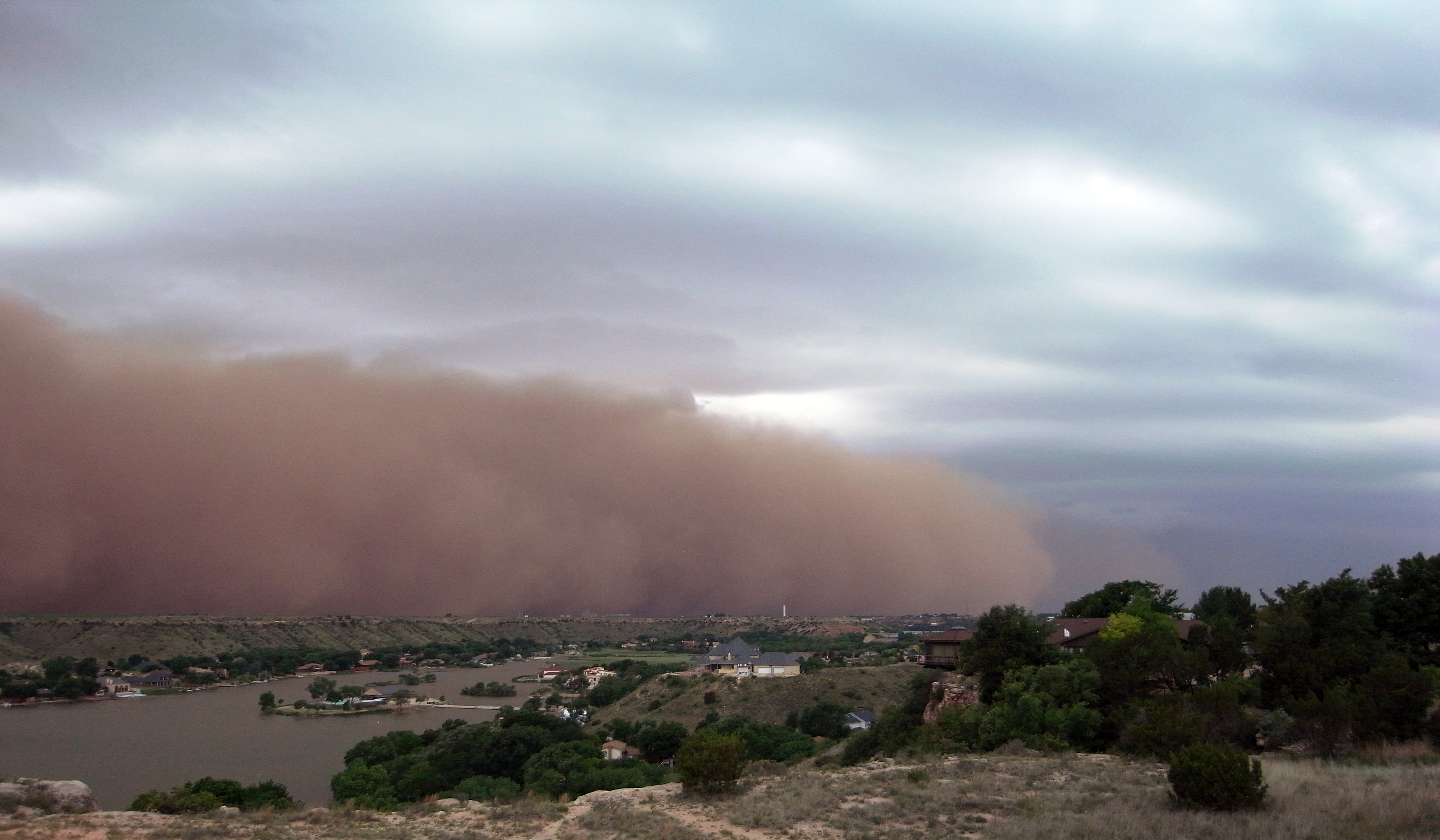
18 يونيو 2009، هبوب في تكساس.

هَبوب هي نوع من العواصف الغبارية التي تحملها موجة غلاف جوي ذو جاذبية، وتحدث بانتظام في المناطق الجافة حول العالم.

## اصل الكلمة
هبوب (وكذلك هَبوبة وهبيب) هي الريح تهب بالغبرة. والهبوب بشكل وصفي عام تعني الهياج والحركة والنشاط. وتذكر المعاجم المعاصرة أن السموم هي ريح محلِّيَّة حارّة جافَّة مثيرة للغبار، تهبّ في بعض البلدان في أوقات معيّنة من السّنة ومنها ريح الخماسين في مصر، والهبوب في السُّودان، والشَّهيلي في تونس.

## معرض صور

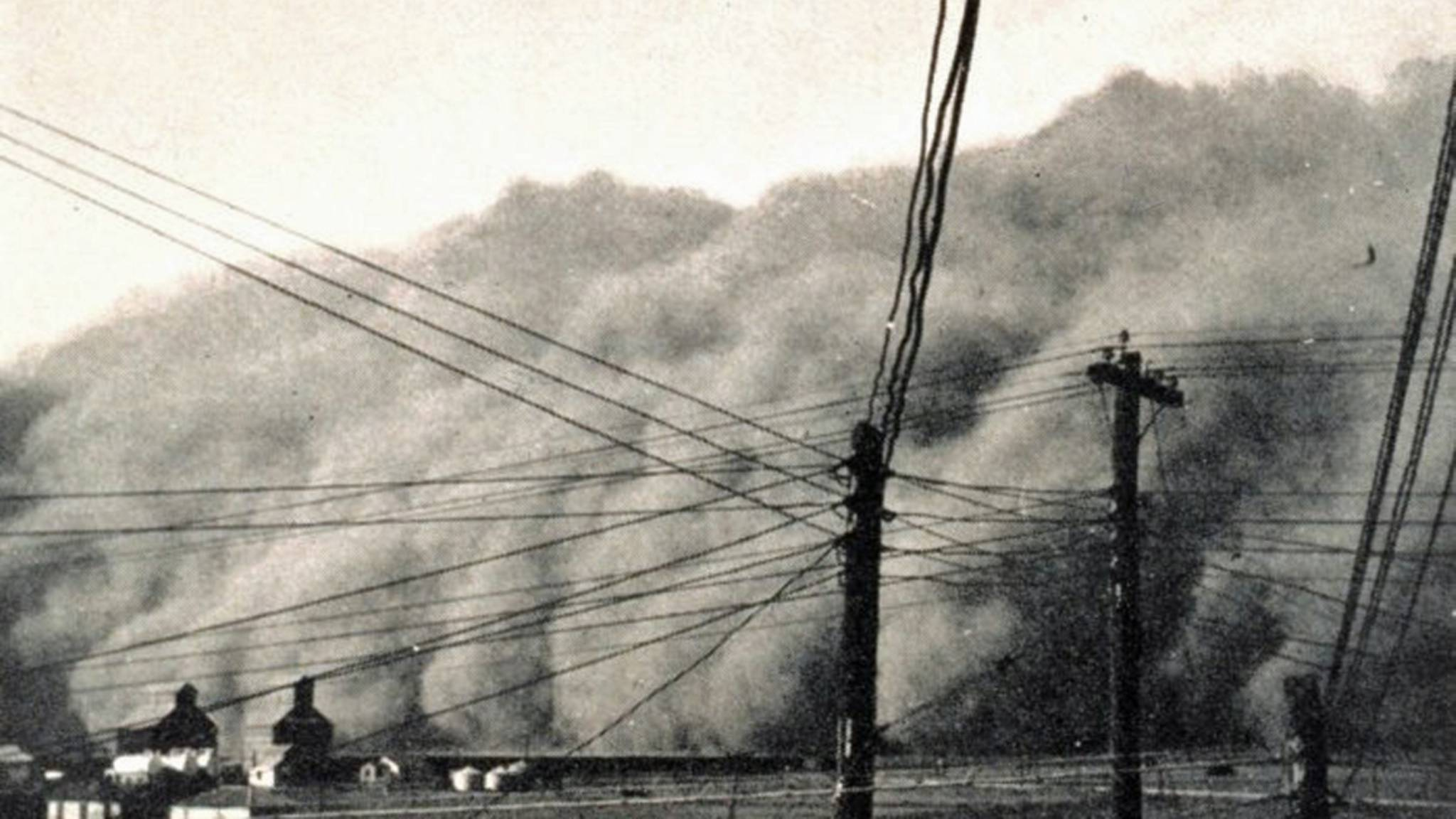
قصعة غبار تقترب من سبيرمان في 14 ابريل من عام 1935.
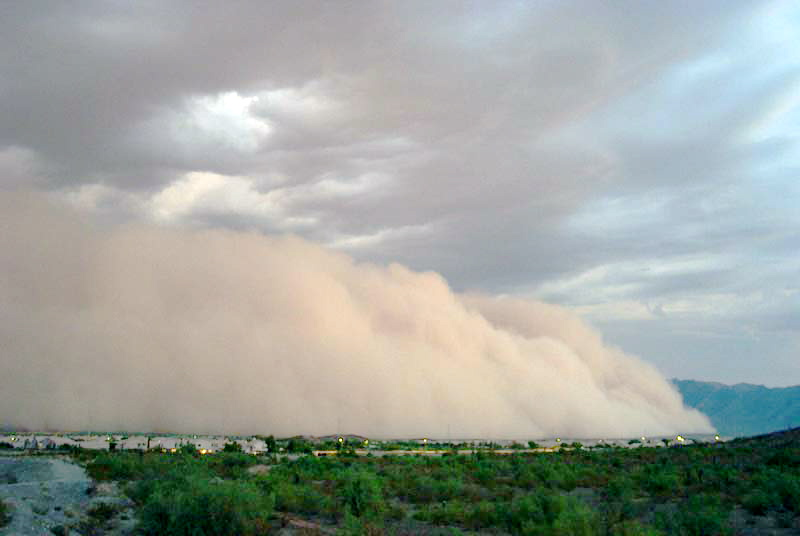
.هبوب تتجه لبلدة أهواتوكي بفينيكس بأريزونا في 22 من اغسطس لعام 2003.
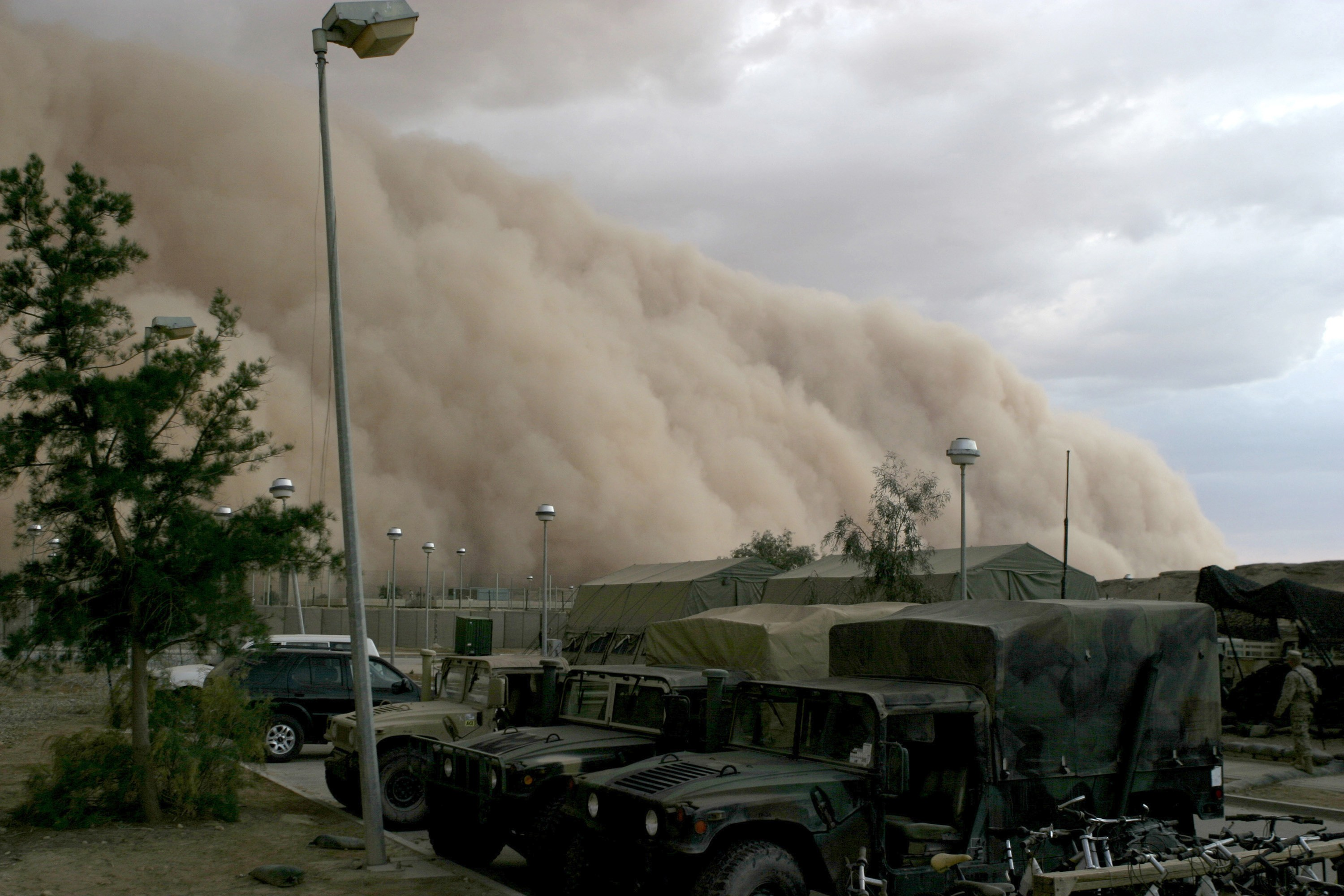
هبوب تقترب من قاعدة عين الأسد الجوية في العراق بوقت قريب من الغروب في 27 أبريل لعام 2005.
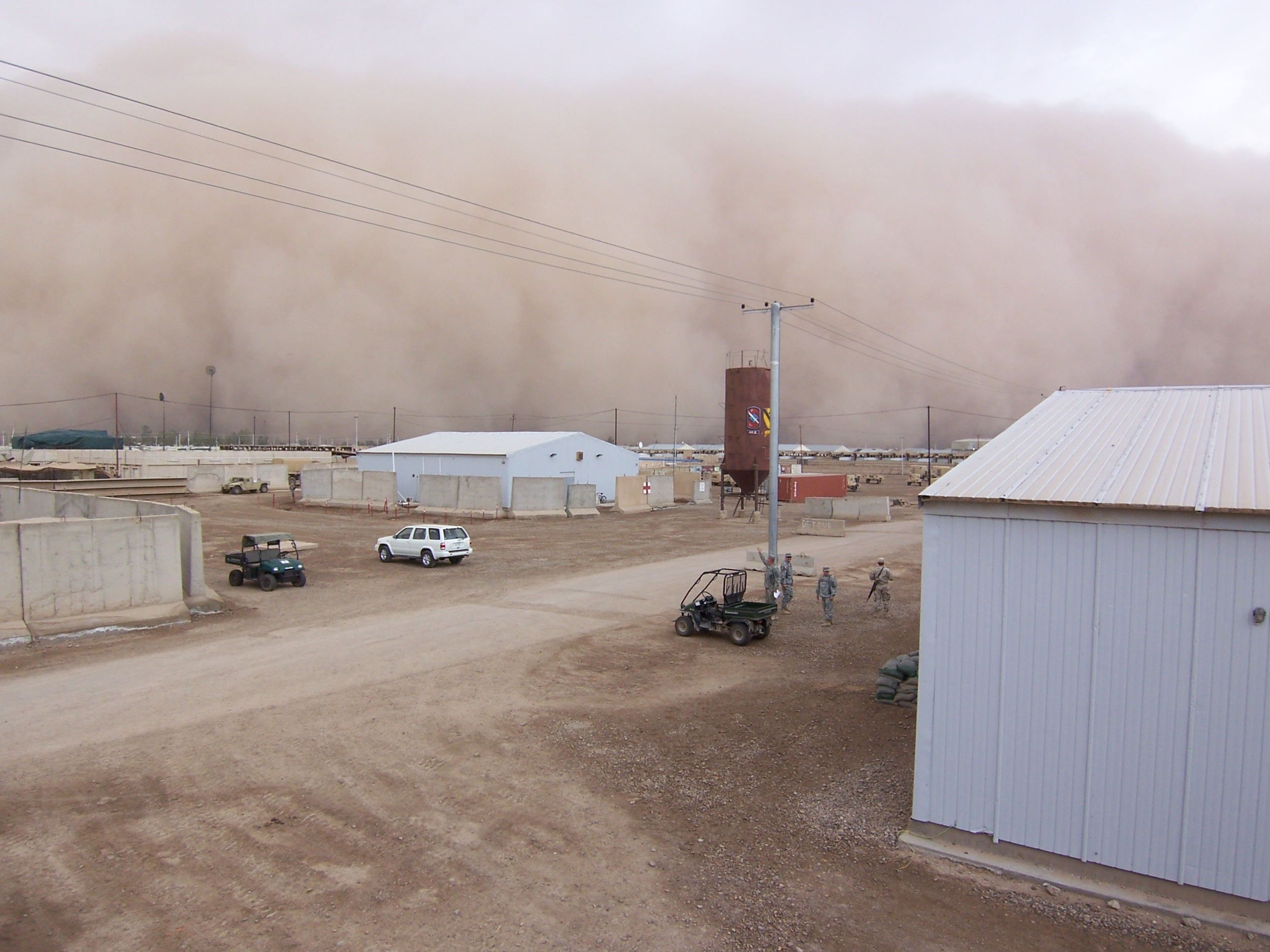
هبوب تقترب من التاجي في العراق في 2006.
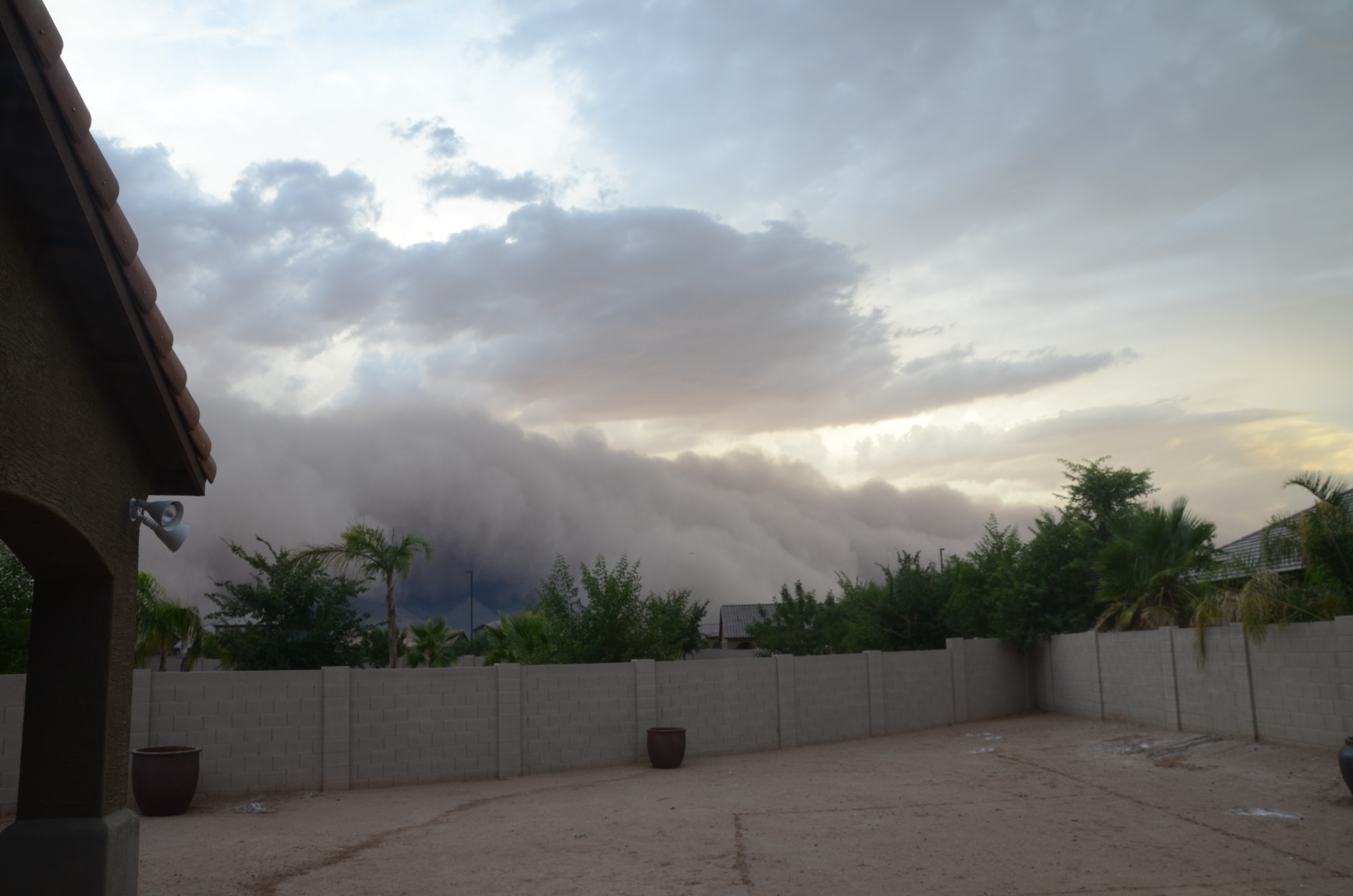
هبوب تضرب وادي غيلبرت في أريزونا في 5 يوليو من عام 2011 في الساعة 7م حيث تخفي جبال سان تان كلياً.
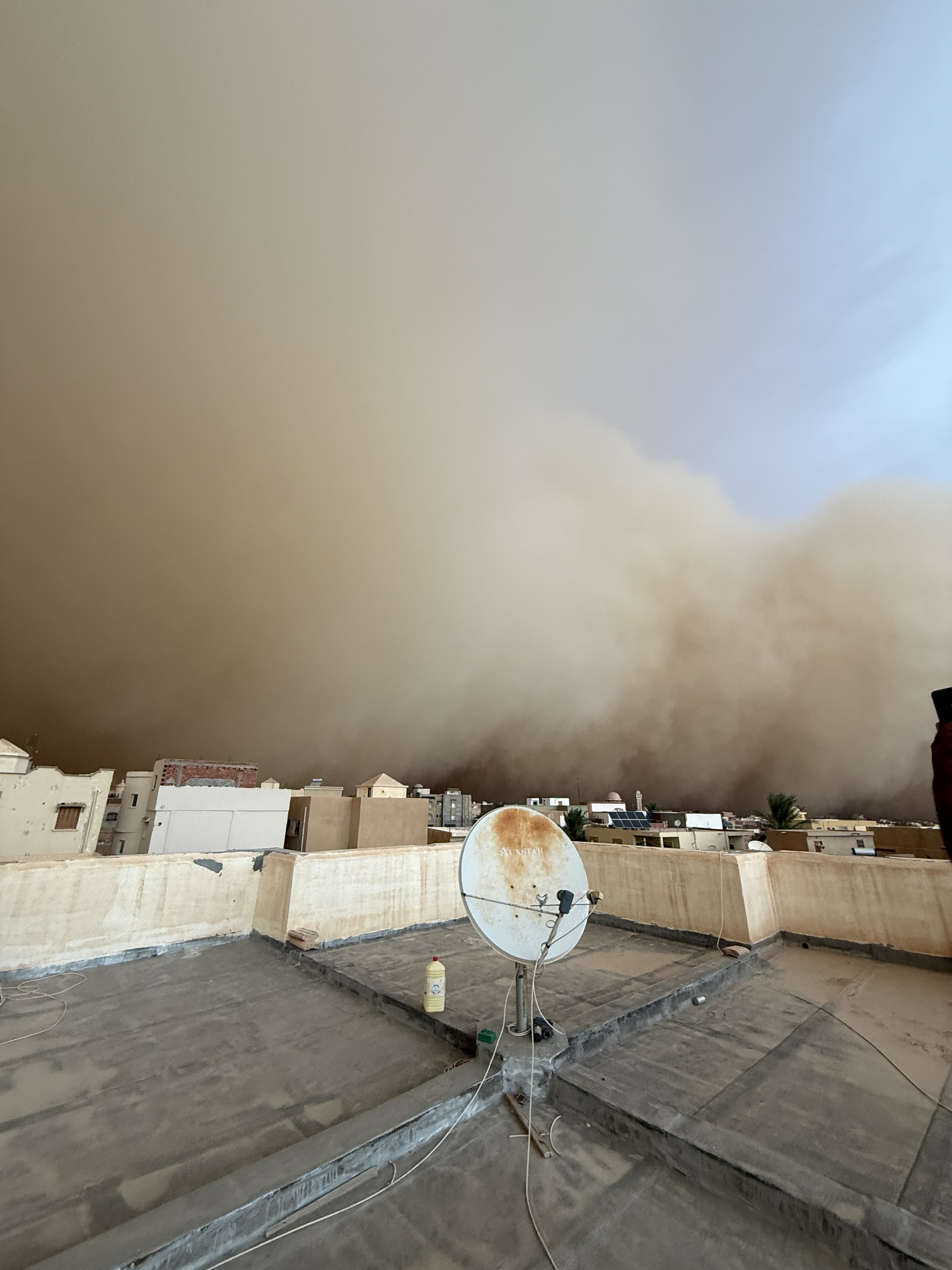
هبوب مفاجئة بمدينة توزر بجنوب تونس

## وصلات خارجية
- مقطع فيديو يصور هبوب أريزونا في الخامس من يوليو لعام 2011.
- مقطع مصور لموجة غبار الرياض في شهر أبريل 2018.